# Lars-Henrik Blomberg
Lars-Henrik Blomberg, folkbokförd Lars Henrik Blomberg, född 12 september 1916 i Göteborg, död 12 januari 2010 i Göteborg, var en svensk neurolog och docent. Han var far till virologen Jonas Blomberg och farfar till komikern Anna Blomberg.
Blomberg var son till tandläkaren Ernst Blomberg och hans första hustru Mary Hammarström. Efter studentexamen i Sigtuna 1935 studerade han medicin, blev medicine kandidat 1940, medicine licentiat i vid Uppsala universitet 1945 och medicine doktor vid Göteborgs universitet 1956.
Han var extra ordinarie amanuens vid patologiska institutionen vid Uppsala universitet 1941, underläkare vid kirurgavdelningen på Växjö lasarett 1945, Mariestads lasarett 1946, medicinkliniken på Akademiska sjukhuset 1946–1947, psykiatriska kliniken på Sahlgrenska sjukhuset 1947, medicinkliniken 1948–1957, neurokirurgiska kliniken 1957, kliniskt neurofysiologiska laboratoriet 1958 samt blev docent i neurologi vid Göteborgs universitet 1957 och överläkare vid neurologiska kliniken på Borås lasarett från 1959.
Blomberg var förtroendeläkare för Göteborgs MS-förening 1952–1958. Han var ledamot av Älvsborgs läns pensionsdelegation från 1964. Han författade skrifter i medicin och neurologi.
Han var från 1943 gift med Dagny Berg (1918–2009), dotter till köpmannen Rickard Berg och Agnes Johansson. Tillsammans fick de barnen Jonas 1944, Margareta 1946, Anders 1947 och Christina 1957.
Lars-Henrik Blomberg är begravd på Örgryte nya kyrkogård.